# Jan Lammers
Johannes "Jan" Lammers, född 2 juni 1956 i Zandvoort, är en nederländsk racerförare.

## Racingkarriär
Lammers började i racing som tonåring. Han blev nederländsk mästare i standardvagnar 1973,  vann Europeiska F3-mästerskapet 1978 och debuterade i formel 1 för Shadow i Argentina 1979. Lammers lyckades inte under de fyra säsonger han tävlade köra in några mästerskapspoäng. Efter tio års uppehåll gjorde han comeback i två lopp för March säsongen 1992, men framgångarna uteblev även då.
Under mellanperioden tävlade Lammers i formel 2, formel 3 och formel 3000 men främst i sportvagnar och han vann Le Mans 24-timmars 1988 tillsammans med Andy Wallace och Johnny Dumfries i en TWR Jaguar XJR-9LM.
Efter formel 1-karriären har Lammers kört bland annat i BTCC i en TWR Volvo 850 SE/GLT 1994. Lammers tävlar numera i sportvagnsracing i LMES.

## F1-karriär
| Säsong | Stall/Tillverkare    | Poäng | Placering |
| ------ | -------------------- | ----- | --------- |
| 1979   | Shadow-Ford          | 0     | –         |
| 1980   | ATS-Ford Ensign-Ford | 0     | –         |
| 1981   | ATS-Ford             | 0     | –         |
| 1982   | Theodore-Ford        | 0     | –         |
| 1992   | March-Ilmor          | 0     | –         |